# Thomas Kröger
Thomas Kröger (* 11. Juni 1979 in Melle) ist ein ehemaliger deutscher Volleyball- und Beachvolleyballspieler und heutiger Trainer.

## Karriere Halle
Thomas Kröger begann seine Laufbahn bei seinem Heimatverein im niedersächsischen Melle. Über Lintorf und Osnabrück kam er zum Bundesligisten SV Bayer Wuppertal. Nach einer Station beim VC Bottrop 90 ging er nach Belgien, wo er 2004 das Pokalfinale erreichte. 2005 kam er zurück nach Deutschland und spielte mit evivo Düren in der Champions League. Im Juni 2006 feierte er in Düren sein Debüt in der A-Nationalmannschaft. Anschließend wechselte er zum österreichischen Champions-League-Teilnehmer Aon hotVolleys Wien. Bei der WM in Japan führte er die deutsche Mannschaft als Libero zum neunten Rang. Nach dem Gewinn der österreichischen Meisterschaft 2007 wechselte er zum VfB Friedrichshafen, mit dem er in der Saison 2007/08 das nationale Double schaffte. Mit der Nationalmannschaft erreichte er bei den Olympischen Spielen in Peking im August 2008 den neunten Platz. 2009 wurde er mit dem VfB Friedrichshafen erneut Deutscher Meister. Nach der Saison 2009/10 beendete er bei den RWE Volleys Bottrop seine aktive Hallen-Karriere.

## Karriere Beach
Kröger gewann mit David Klemperer 1998 in Burg auf Fehmarn die deutsche A-Jugend-Meisterschaft. Mit Karl Strempel gewann er 1999 bei der U23-Europameisterschaft im griechischen Schinias die Bronzemedaille. 2003 und 2004 spielte Kröger an der Seite von Kay Matysik auf nationalen Turnieren und belegte bei den deutschen Meisterschaften in Timmendorf jeweils Platz neun. Mit Axel Hager hatte er 2003 auch zwei internationale Auftritte. 2005 nahm er mit Niklas Rademacher an der Weltmeisterschaft in Berlin teil und belegte mit Gil Ferrer Cutiño erneut den neunten Platz bei den deutschen Meisterschaften. 2006 bildete Kröger kurzfristig mit Stefan Hübner ein Duo. Nach acht Jahren Pause startete Kröger 2014 mit diversen Partnern erneut am Beach und belegte mit Eric Koreng bei dessen letzten Turnier in Rorschach (Schweiz) Platz zwei. 2015 spielte Kröger mit Sebastian Dollinger auf der deutschen Smart Beach Tour und nahm zum dritten Mal an der deutschen Meisterschaft teil. 2016 spielte er mit Lukas Manzeck auf nationalen Turnieren.

## Karriere Trainer
Von 2010 bis 2013 war Thomas Kröger Trainer des Zweitliga- und des Drittliga-Männerteams der KMTV Eagles Kiel (bis 2012 VT Kiel) sowie Landestrainer der Jungen im Schleswig-Holsteinischen Volleyballverband. Von 2013 bis 2016 war er Trainer beim dänischen Verein Middelfart VK. Kröger lebt heute im australischen Adelaide und ist Coach im Beachvolleyball.